# كابياء باتاغونية قزمة
كابياء باتاغونية قزمة (الاسم العلمي:Dolichotis salinicola) هي نوع من الحيوانات يتبع جنس كابياء المارا من فصيلة الكابيائية.